# Małżeński ustrój majątkowy
Małżeński ustrój majątkowy – określony przepisami prawa system stosunków prawnych istniejących pomiędzy małżonkami, regulujący stosunki majątkowe pomiędzy nimi oraz innymi podmiotami prawa.
Kodeks rodzinny i opiekuńczy wymienia ustroje wspólności majątkowej:
- ustawowy
- umowny
  - rozszerzona wspólność ustawowa
  - ograniczona wspólność ustawowa
  - rozdzielność majątkowa
  - rozdzielność majątkowa z wyrównaniem dorobków
- przymusowy[1].

Umowny ustrój majątkowy może być zawarty przed małżeństwem. Ustrój majątkowy można w każdej chwili w czasie trwania małżeństwa zmienić albo rozwiązać. Gdy strony postanowią rozwiązać ustrój umowny, to automatycznie powstaje między nimi ustrój ustawowy, chyba że strony inaczej postanowiły. Można powoływać się względem innych osób na umowny ustrój majątkowy tylko wtedy, gdy jego zawarcie oraz jego rodzaj był tym osobom wiadomy.